# Кис кис, бенг бенг
Кис кис, бенг бенг (енгл. Kiss Kiss Bang Bang) америчка је криминалистичка трилер комедија из 2005. у режији Шејна Блека.
Након што су га заменили за глумца, њујоршки лопов бива послат у Холивуд да се обучава под приватним детективом за потенцијалну филмску улогу, али је дуо заједно са глумицом у невољи бачен у мистерију убиства.

## Радња
На забави у Лос Анђелесу, Харолд „Хери” Локхарт (Роберт Дауни) говори о недавним догађајима. У Њујорку бежи са места неуспешне провале током које је Харијев пријатељ убијен и убијен. Хари је приморан да избегава полицију и случајно завршава на аудицији. Он нехотице импресионира Дебни Шо својим изливом кајања у стилу Станиславског; Дабни води Харија у Лос Анђелес на аудицију за улогу приватног детектива. На холивудској забави, Хери упознаје „геј лика” Перија ван Шрајка (Вал Килмер), отвореног геј приватног истражитеља ангажованог да Харију пружи искуство за будућа снимања. Водитељ журке Харлан Декстер је пензионисани глумац који је недавно решио спор око наследства своје супруге са својом давно изгубљеном ћерком Вероником. Хери такође упознаје своју симпатију из детињства, Хармони Лејн (Мишел Монахен), али се буди у кревету са њеном непријатељском пријатељицом.
Док су на присмотри на језеру Биг Бер, Пери и Хари сведоче како је аутомобил бачен у језеро. Примећују их два разбојника. Пери схвата да је неко у гепеку и покушава да га спасе, али случајно удари жену у гепеку. Не могу да пријаве тело јер ће се испоставити да ју је Пери убио.
Хармони контактира Харија, објашњавајући да је њена сестра Џена дошла у Лос Анђелес, користила Хармонине кредитне картице, а затим наводно извршила самоубиство. Верујући да је Хери детектив, Хармони га замоли да истражи Џенину смрт. Након што Хармони оде, Хери открива тело из језера у свом купатилу. Хари и Пери бацају тело; полиција је касније идентификовала тело као Веронику Декстер. Хери открива да је Хармонина кредитна картица коришћена да унајми Перија да врши надзор над језером. Ово повезује Џену са њиховим случајем. Хери одлази да види Хармони, који случајно залупи врата на прсту и одсече их.
На забави на којој Хармони ради, језерски разбојници (господин Тигањ и господин Ватра) су претукли Харија и наредили му да престане са истрагом. Док је водила Херија у болницу, Хармони види насилнике који се крећу ка Перијевом последњем виђењу. Схвативши да Пери иде у замку, Хармони оставља Харија у свом ауту и трчи да упозори Перија. Господина Тигања убија наоружани продавац хране. Девојка ружичасте косе повезана са насилницима краде Хармонин ауто и несвесно одводи Херија без свести (од лекова против болова) у њен дом. Господин Ватра долази и убија је; Хари узима пиштољ и убија господина Ватру.
Хармони упознаје Херија у његовом хотелу, где открива да је рекла Џени пре много година да је Харлан Декстер њен прави отац у нади да ће јој то ублажити бол након што ју је отац сексуално злостављао. Хармони и Хери завршавају у кревету, али пре него што се било шта деси, Хармони открива да је једном спавала са Харијевим најбољим пријатељем, а Хари је избацује кроз врата.
Након што Хармони нестане док трага за траговима у случају, Хари и Пери истражују приватну душевну болницу у власништву Харлана. Пери схвата да је Веронику институционализовао Харлан како би варалица могао да оконча свађу око наслеђа. Хари нехотице убија свог нападача, али их хвата Харлан, који открива да планира да кремира леш своје ћерке како би уништио све преостале доказе. Хари зове Хармонија, који заправо није нестао, већ је само отишао на посао. Хармони краде комби у коме се леш превози. Хери и Пери беже, али Хармони слупа комби. Следи пуцњава, у којој су Пери и Хери рањени истим метком; Хери тада успева да убије Декстера и његова три насилника.
Пробудивши се у болници, Хари је открио да је Пери преживео и да је Хармони добро. Пери открива да је Џена извршила самоубиство. Џена је пронашла Харлана, верујући да јој је он прави отац. Случајно је видела како се сексао са Вероникиним преварантом, девојком розе косе. Верујући да њен нови „отац” такође врши инцест, Џена је унајмила Перија да га ухвати на делу, а затим извршила самоубиство.
Пери се враћа у Хармонин родни град и посећује њеног оца, који је сада везан за кревет и беспомоћан. Пери каже да је тата био само „велики чврст момак” када је силовао једнако беспомоћну Џену.
Хари завршава своју причу рекавши да завршава филм, сада ради за Перија, и захваљује публици на гледању.

## Улоге
| Глумац             | Улога                                           |
| ------------------ | ----------------------------------------------- |
| Роберт Дауни Млађи | Хери Локхарт                                    |
| Вал Килмер         | Пери ван Шрајк                                  |
| Мишел Монахан      | Хармони Фејт Лејн                               |
| Корбин Бернсен     | Харлан Декстер                                  |
| Лери Милер         | Дебни Шоу                                       |
| Шенин Сосамон      | девојка ружичасте косе                          |
| Деш Михок          | господин Тигањ                                  |
| Рокмонд Данбар     | господин Ватра                                  |
| Анђела Линдвал     | Флика                                           |
| Лоренс Фишберн     | медвед у Џенаровој реклами за пиво (непотписан) |